# إلاي إلمكيس
إلاي إلمكيس (مواليد 10 مارس 2000) هو لاعب كرة قدم إسرائيلي يلعب في مركز الوسط في نادي أدو دين هاغ على سبيل الإعارة.

## روابط خارجية
- إلاي إلمكيس على موقع الاتحاد الأوربي (الإنجليزية)
- إلاي إلمكيس على موقع قاعدة بيانات كرة القدم.إي يو (الإنجليزية)
- إلاي إلمكيس على موقع ناشيونال فوتبول تيمز (الإنجليزية)
- إلاي إلمكيس على موقع Soccerbase.com (لاعب) (الإنجليزية)
- إلاي إلمكيس على موقع Soccerway.com (الإنجليزية)
- إلاي إلمكيس على موقع عالم كرة القدم.نت (الإنجليزية)